# Крёмер, Герберт
Герберт Крёмер (нем. Herbert Krömer; 25 августа 1928[…], Веймар, Тюрингия — 8 марта 2024) — немецкий физик, лауреат Нобелевской премии по физике. Половина премии за 2000 год, совместно с Жоресом Алфёровым, «за разработку полупроводниковых гетероструктур, используемых в высокочастотной и опто-электронике». Вторая половина премии была присуждена Джеку Килби «за вклад в изобретение интегральных схем».
Иностранный член Национальной инженерной академии США (1997), иностранный член Национальной академии наук США (2003).

## Биография
После окончания курсов подготовки к университету (Abitur), Герберт Крёмер приступает к изучению физики в Йенском университете, где помимо прочего посещал лекции Фридриха Гунда. Во время действия блокады Берлина Крёмер находился на практике в Берлине и воспользовался возможностью для побега на запад. После этого он продолжил обучение в Гёттингенском университете. В 1952 году он защитил диссертацию в области теоретической физики по теме эффекта горячих электронов в транзисторах. После этого Крёмер работал в качестве «прикладного теоретика», как он сам себя называл, в техническом центре радиовещания немецкой федеральной почты. В 1954 году он переехал в США и работал там в различных исследовательских учреждениях в Принстоне и Пало Альто. С 1968 по 1976 год Крёмер преподаёт в университете Колорадо в качестве профессора, а затем перешёл в Калифорнийский университет в Санта-Барбаре.
Умер 8 марта 2024 года в возрасте 95 лет.

## Достижения
Герберт Крёмер никогда не работал в «модных» областях физики. Он предпочитал области, значение которых становилось ясным только спустя много лет. Например, он опубликовал в 1950-х годах работы об основах биполярного транзистора на основе гетероструктур, который мог работать в гигагерцовом диапазоне частот. В 1963 году он разработал принципы лазеров на двойных гетероструктурах — основе полупроводниковых лазеров. Обе эти работы на много лет опередили своё время, и нашли применение только в 1980-х годах, с развитием эпитаксии.
Во время пребывания в Санта Барбаре он сместил свои интересы в экспериментальную область. Например, в 1970-е годы Крёмер участвовал в разработке молекулярной эпитаксии, причём он изучал новые комбинации материалов, такие как GaP и GaAs на кремниевой подложке. После 1985 года интересы Крёмера сместились к комбинациям InAs, GaSb и AlSb.
В 2000 году ему была присуждена Нобелевская премия по физике, совместно с Жоресом Алфёровым и Джеком Килби.

## Награды
- Награда имени Дж. Дж. Эберс, от IEEE, 1973
- Золотая медаль Генриха Велкера[нем.] от международного симпозиума по GaAs и похожим соединениям, 1982
- Заслуженный лектор от общества электронных устройств IEEE , 1983
- Награда Джэка Мортона от IEEE, 1986
- Премия Гумбольдта, 1994
- Нобелевская премия по физике, 2000

## Общественная деятельность
В 2016 году подписал письмо с призывом к Greenpeace, Организации Объединенных Наций и правительствам всего мира прекратить борьбу с генетически модифицированными организмами (ГМО).